# Tanne (Harz)
Tanne is een plaats en voormalige gemeente in de Duitse deelstaat Saksen-Anhalt. Sinds 1 januari 2010 is Tanne opgegaan in de nieuw gevormde gemeente Oberharz am Brocken. Het maakt deel uit van de Landkreis Harz.
Tanne telt 670 inwoners.
De plaats Tanne is een kuuroord en ligt omringd door bossen en weilanden in de vallei van de warme Bode in de Harz. Dwars door Tanne loopt de Bundesstraße 242 met vanaf hier in zuidelijke richting de weg naar Benneckenstein en in oostelijke richting de weg naar Königshütte. Op slechts 5 km afstand is bij Trautenstein de Rappbodetalsperre met een enorm waterbekken.